# Saint-Nicodème
Saint-Nicodème is een gemeente in het Franse departement Côtes-d'Armor (regio Bretagne) en telt 168 inwoners (1999). De plaats maakt deel uit van het arrondissement Guingamp.

## Geografie
De oppervlakte van Saint-Nicodème bedraagt 17,4 km², de bevolkingsdichtheid is 9,7 inwoners per km².
De onderstaande kaart toont de ligging van Saint-Nicodème met de belangrijkste infrastructuur en aangrenzende gemeenten.

## Demografie
Onderstaande figuur toont het verloop van het inwonertal (bron: INSEE-tellingen).

1. ↑  Populations de référence 2022.